# 김우명
김우명(金佑明, 1619년 음력 2월 9일 ~ 1675년 음력 6월 18일)은 조선의 문신며, 현종의 왕비인 명성왕후의 아버지이다. 명성왕후가 세자빈으로 간택 된 뒤 왕비에 오르면서 국구로서 청풍부원군(淸風府院君)에 봉작되었다. 자는 이정(以定)이다.

## 개요
1642년 진사시에 합격하고 이후 강릉참봉, 세마(洗馬) 등을 역임했다. 부친상과 현종 즉위 이후 1661년 영돈녕부사가 되고 이후 오위도총부도총관과 호위대장을 역임하였다. 1674년, 민신(閔愼)의 대부복상문제(代父服喪問題)를 둘러싸고 남인과 서인이 대립하자, 서인 내 한당(漢黨)파의 지도자로서 남인이었던 허적, 윤휴, 허목 등과 동조하여 산당인 송시열 등을 공격하는데 가담하였다.
그러나 1675년(숙종 1년) 숙종 초에는 복창군·복평군형제의 행패를 탄핵하였으며, 외손자인 숙종에게 위협이 되는 왕의 당숙인 복창군과 복선군, 복평군(福平君) 삼형제를 제거하려 했다가 혐의점이 없어 실패하고 윤휴 등의 역공격을 당하고 몰락했다. 그 뒤 남인 및 서인 산림의 비판이 더욱 심해지자 두문불출하였다. 이후 술병과 홧병으로 사망하였다.
그는 본래 서인 당원이었으나 민신의 대부복상 문제와 부친 김육 묘소의 수도 문제 등으로 송시열 등과 갈등하기도 했다. 사후 증 의정부영의정에 추증되었다. 자는 이정(以定), 시호는 충익(忠翼)이다. 대동법을 시행, 추진한 김육의 차남이며, 숙종대의 서인 중진 김석주의 숙부이다. 또한 효의왕후의 친정아버지 김시묵은 그의 5대손이다.

## 생애

### 생애 초반

아버지 김육

김우명은 1619년 경기도 가평군 잠곡에서 태어났다. 조광조와 함께 기묘사화 때 살해된 김식의 후손으로, 군자감판관을 지내고 증 의정부좌찬성에 추증된 김비(金力)의 증손이자, 할아버지는 참봉 증 영의정 김흥우(金興宇)이고, 아버지는 영의정을 지낸 김육이고, 어머니는 파평윤씨(坡平尹氏)로 증 이조 참의(吏曹參議)에 추증된 진사 윤급(尹汲)의 딸이다. 그는 뒤에 5촌 아저씨인 김지(金址)의 양자로 입양되었다.
위로 형 김좌명이 있었는데 훗날 김석주의 아버지이다. 아버지 김육은 일찍이 고아가 되어 어려운 상황에 놓여 있었는데, 그들 형제가 태어날 무렵에 집을 마련하지 못해 잠곡의 외숙부의 토지에 토굴을 마련해놓고 몇년 후 집을 마련하였다.
증조부 김비의 차남이자 종증조부인 김흥록(金興祿)이 부모의 상중에 병을 얻어 죽고, 그 아들이자 김우명의 5촌아저씨 김지(金址)는 일찍 죽자 김지의 부인 정씨(鄭氏)의 청으로 김지의 양자가 되었다. 김흥록의 증 의정부좌찬성 증직과 김지의 증 의정부영의정 증직은 그가 국구로서 보국숭록대부 영돈녕부사가 되면서 추증된 관직들이다.

### 딸 명성왕후의 왕비 간택
1642년(인조 20), 진사시에 급제하여 진사가 되었으며 1649년(인조 27년) 강릉 참봉과 세자익위사 세마(洗馬)를 지냈으며, 1650년 다시 강릉참봉에 임명되었다. 그 뒤 익위사 부솔(副率)등을 지냈다.
1651년에 딸이 세자빈에 간택되었으며 1652년(효종 3년) 부솔, 공조 좌랑(工曹佐郞)을 지냈다. 그해 승정원우부승지, 가주서 등이 되었다. 1653년에 평시서령(平市署令), 공조좌랑, 공조 정랑(工曹正郞) 등을 지내고 1654년(효종 5년)에는 장악원 첨정(僉正)에 제수 되었다가 그해 겨울 부평부사(富平府使)를 지냈으며 2년간 근무하였다. 1657년(효종 8년)에는 사재감첨정(司宰監僉正), 군기시부정(軍器寺副正)을 역임하고 예빈시정(禮賓寺正)에 보직되었으며 1658년에는 제용감정(濟用監正) 등을 지냈다. 같은 해에 부친 김육의 사망으로 관직을 사퇴하고 3년상을 마쳤다. 아버지 김육이 죽자 그 뒤를 이어 서인 내 왕실세력을 배경으로 하는 한당(漢黨)계파의 지도자가 되었다.
1659년(효종 10) , 효종이 승하하고 현종이 즉위하여 딸인 명성왕후가 왕비로 책봉되자 1661년(현종 2년) 삼년상을 탈상한 뒤 국구로서 청풍부원군(淸風府院君)에 책봉되었고 영돈녕부사(領敦寧府事)가 제수되었다. 또한 상의원(尙衣院), 사도시(司導寺), 장악원(掌樂院), 빙고(氷庫)의 도제조직과 오위도총부 도총관(五衛都摠府都摠管)을 겸임하였다.
그는 본래는 서인 당원이었으나 송시열(宋時烈)과 사이가 좋지 않았으며, 그의 아버지 김육의 묘소의 수도 문제로 송시열 등과 알력이 생겼다. 1674년, 민신(閔愼)의 대부복상문제(代父服喪問題 : 실성한 아버지 대신 손자가 상주가 된 것에 대한 대립문제)를 둘러싸고 남인과 서인이 대립하자 남인이었던 허적(許積)에 동조하였으며 왕실세력을 배경으로 하는 한당(漢黨)의 중심세력이 되었다. 이때 외서내남(外西內南)이라는 평이 나오기도 했다. 이어 사옹원제조가 되어 장악(掌樂), 빙고(氷庫)등을 관장하였으며 오위도총부 도총관(都摠管)과 호위대장(扈衛大將) 등에 임명되었다.

### 서인과의 불화
김육은 대동법 등의 시행을 놓고 이를 반대하던 김집 등과 의견의 차이로 갈등하였다. 이 갈등은 커졌고, 김육이 관직을 사퇴하는 일까지 빚어졌다. 그런데 김육의 장례식 때 왕에게만 쓰도록 된 수도(隧道)를 묘혈 앞에 쓴 점을 산림 측에서 지적하였다. 그 뒤 민유중이 묘지 수도에 대한 탄핵 상소를 올렸는데, 김우명은 이를 산림이 고의로 그를 사주한 것으로 의심하여 드디어 원한을 한층 강화했다.
숙종이 출생하던 날 송시열은 밖에 있었으므로 미리 축하하는 소를 올리지 못하였다. 그는 송시열이 숙종의 탄생을 일부러 경하하지 않는다 생각하고 미워하였다 한다. 그는 송시열의 집을 사람을 보내 알아보게 했는데, 왕조실록에 의하면 그가 '화(禍)를 <꾸미기를> 좋아하는 무리들이 이로써 유언 비어를 만들어서 임금 귀에 들리게 하였는데, 김우명이 목욕을 핑계대고 회덕(懷德)에 가서 탐문(探問)하였다.'고 하였다.

### 남인과의 갈등

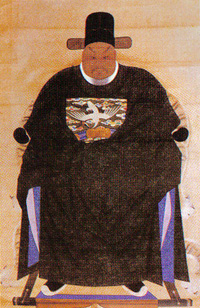
조카 김석주

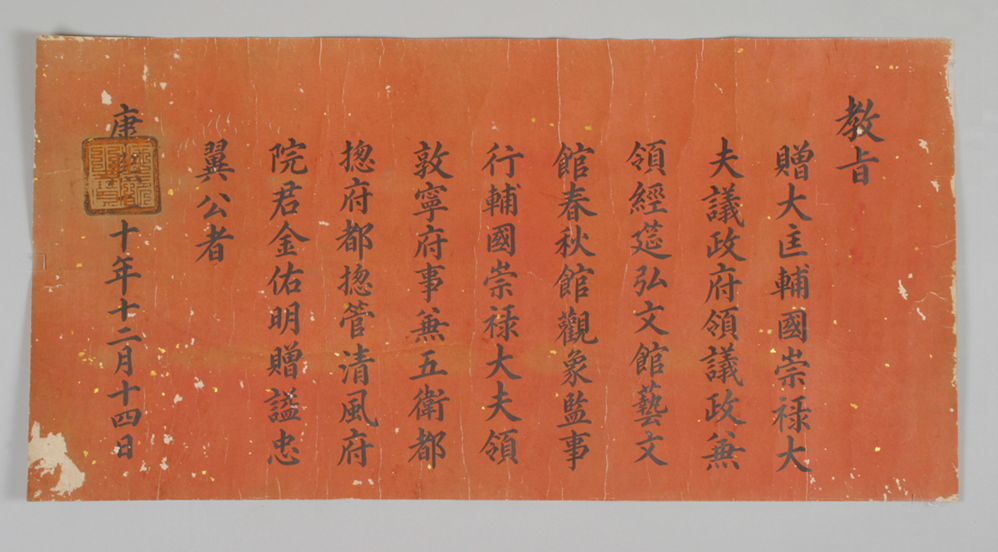
김우명의 시호 교지 (1681년)

그 뒤 다시 영돈령부사 겸 오위도총부도총관에 임명되었다. 그러나 송시열과 같은 서인이었으나, 제2차 예송 논쟁 당시 민신(閔愼)의 대부복상문제를 계기로 남인의 예론을 지지, 남인 온건파인 허적에게 동조, 협력하여 송시열 등을 공격하였다.
1675년(숙종 1년) 인조의 삼남인 인평대군의 세 아들 복창군과 복선군, 복평군(이른바 삼복)이 숙종에게 위협이 된다고 보고, 그해 2월 이들이 궁녀와 사통하였다, 다른 마음을 먹고 있다고 모함하여 죽이려 한 이른 바 홍수의 변에 가담하였다가 남인인 윤휴, 허목 등과 계속되는 갈등을 빚었다.
| “ | 이 일은 선왕(先王)께서 놀라 근심하는 바이고 자성(慈聖, 명성왕후)께서 대처하기 어려운 바이니, 청컨대 은의(恩義)를 참작하여 왕법(王法)으로 처형해서 두려움을 알아 행동을 고치도록 하소서. | ” |

허목과 윤휴는 삼복이 궁녀들과 간통한 증거가 없다며 허위 사실로 무고한 김우명을 반좌율로서 처단해야 한다는 상소를 올렸다. 숙종이 이를 시행하려 하자 모후인 명성왕후는 소복 차림으로 정청으로 달려와 대성통곡하였다. 이때 윤휴와 허목, 홍우원 등 남인 강경파들이 대비의 정청 출현을 비판하였다가 숙종의 노여움을 사 남인 몰락의 단초를 제공한다. 한편 오정창(吳挺昌), 윤휴 등은 그를 대질심문할 것을 계속 숙종에게 요청하였다.
그러나 남인 측에서는 그가 딸인 명성왕후를 사주하여 처벌을 모면하려 했다고 계속 비판을 가했다. 결국 김우명은 실의에 빠져 같은 해에 모든 관직을 사임한 뒤 두문불출하고 술로 여생을 보내다가 2개월 후인 1675년 6월 18일 홧병과 술독의 후유증으로 사망했다. 항년 56세였다. 대왕대비전 등에서 내관을 보내 조문했고, 숙종은 관곽과 장례용품을 보내게 하였다.

### 사후
강원도 춘성군 서면 안보1리(현, 춘천시 서면 안보1리) 산25-1에 매장되었고, 묘비문은 이민서(李敏敍)가 썼다. 행장은 조카 김석주(金錫胄)가 지었다. 그의 묘소에서 가평을 지나 경기도 남양주시 삼패동 산 29-1번지에는 형 김좌명의 묘소와 후일 이장된 조카 김석주 등의 묘소가 있다. 김우명의 묘는 대한민국에 와서 그의 묘소는 강원도 기념물 제20호로 지정되었다.
사후 증직으로 증 대광보국숭록대부 의정부 영의정에 추증되었다. 1681년(숙종 6년) 12월 4일 충익의 시호가 추서되었다. 숙종이 내린 시호 증시 교지는 후일 청풍부원군김우명상여(중요민속자료 120호)와 김우명영정과 함께 그의 12세손 김성구가 국립춘천박물관에 기증하였다.
그의 후손 중에서는 명성왕후 외에도 정조비 효의왕후가 또 한번 배출되었는데, 효의왕후의 친정아버지 김시묵은 그의 아들 김석연의 4대손이었다. 그의 또다른 후손들 중 일부는 몰락하여 강원도 춘성에 정착했는데 후일 일제강점기의 소설가 김유정의 선조가 된다.

## 가계
복평군 일가와도 사돈간으로 복창군은 그의 조카 사위였고, 복녕군은 그의 사돈으로, 며느리의 친정아버지였다.
- 부친 : 김육(金堉, 1580 ~ 1658)
- 모친 : 파평 윤씨 - 진사 윤급(尹汲)의 딸
  - 형 : 청릉부원군(淸陵府院君) 김좌명(金佐明)
  - 누나 : 황도명(黃道明)의 처
  - 정부인 : 덕은부부인(德恩府夫人) 은진 송씨(恩津 宋氏, 1621 ~ 1660) - 송국택(宋國澤)의 딸
    - 장남 : 김만주(金萬周, 1639 ~ 1657)
    - 장녀 : 명성왕후(明聖王后, 1642 ~ 1684)
    - 사위 : 18대 국왕 현종(顯宗, 1641 ~ 1674)
      - 외손녀 : 명선공주(明善公主, 1659 ~ 1673)
      - 외손자 : 19대 국왕 숙종(肅宗, 1661 ~ 1720)
      - 외손녀 : 명혜공주(明惠公主, 1662 ~ 1673)
      - 외손녀 : 명안공주(明安公主, 1665 ~ 1687)

    - 차남 : 김석익(金錫翼, 1645 ~ 1686)
    - 3남 : 김석연(金錫衍, 1648 ~ 1723)[6]
    - 자부 : 전주 이씨 - 이정한의 딸[7]
      - 손자 : 김도제(金道濟)
      - 손자 : 김도함(金道涵)
      - 손자 : 김도흡(金道洽)

    - 차녀 : 청풍 김씨(1653 ~ 1685)
    - 사위 : 안동 권씨 권익흥(權益興, 1653 ~ 1691)[8]
      - 외손녀 : 권강적(權康赤, 1677 ~ ?)
      - 외손자 : 권득석(權得石, 1678 ~ ?)
      - 외손녀 : 권소강적(權小康赤, 1679 ~ ?)

    - 4남 : 김석달(金錫達, 1657 ~ 1687)[9]
    - 자부 : 전주 이씨 - 인평대군의 손녀이자 복녕군 욱의 딸
      - 손자 : 김도협(金道浹) - 생부 : 김석연

  - 측실 : 홍씨[10]
    - 서자 : 김석구(金錫耉)

## 평가와 비판
조선왕조실록에는 그를 성품이 어리석고 지나치게 거만하였다고 비판하였다.

## 기타
홍수의 변을 무고했다는 이유로 김우명에 대한 처벌이 논의되어 확정될 때, 딸인 명성왕후가 나타나 곡을 하였고, 김우명에 대한 처벌은 무마되었다. 그러나 이 과정에서 윤휴는 여인이 정치에 관여한다며 질타한 뒤, 숙종에게 대비를 조관하라고 건의한다. 대비를 조관하라는 윤휴의 발언에 숙종의 비위가 상했고, 이후 윤휴는 왕의 눈밖에 나게 되었다.
허적은 그가 복평군, 복창군 등이 연루되었다는 주장의 출처라 불명확하다며 그들의 무고를 주장했다. 그러나 뒤에 허적의 옥사 때, 역공격의 소재로 활용되어 서인들은 허목이 복창군, 복평군의 하수인이라 그들을 적극 감쌌다며 공세를 한다. 당시 그를 가리켜 일각에서는 '외서내남'(外西內南)이라는 비판과 조롱이 있었다고 전해진다. 그는 남인 강경파인 허목과도 친분관계가 있었는데 이점 역시 다른 서인들로부터 비방과 험담의 소재감이 되었다.

## 김우명이 등장한 작품
- 《장희빈》 (SBS, 1995년~1995년, 배우:김인태)

## 같이 보기
- 윤휴
- 윤선거
- 송시열
- 송준길
- 김육
- 김석주
- 김좌명
- 김익훈
- 민정중
- 김집